# Alocasia hainanica
Alocasia hainanica är en kallaväxtart som beskrevs av Nicholas Edward Brown. Alocasia hainanica ingår i släktet Alocasia och familjen kallaväxter. Inga underarter finns listade.